# Saepta Julia

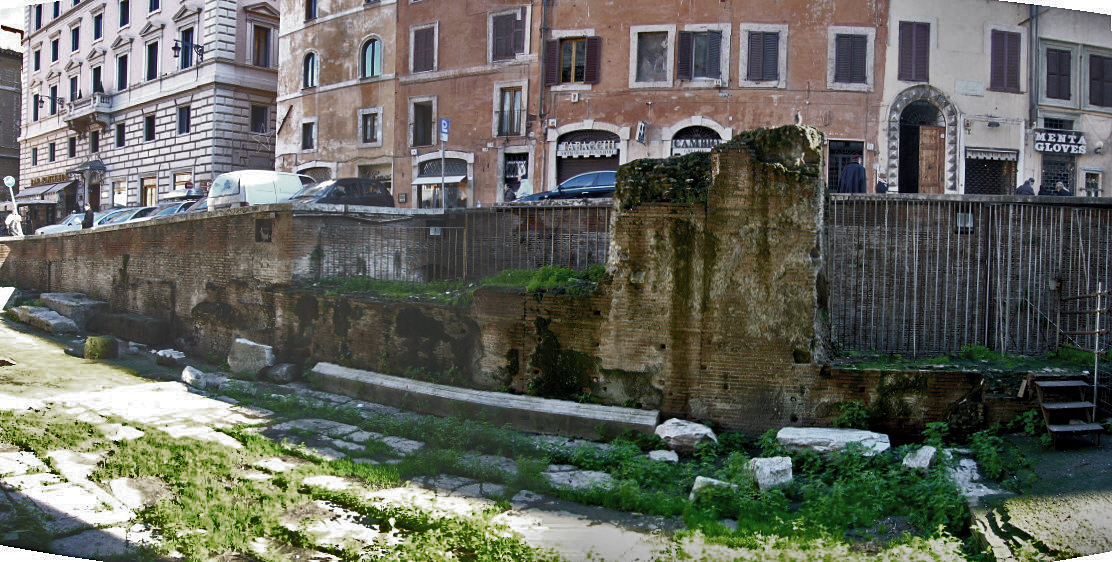
Fragment de la Saepta Julia al carrer Via della Minerva.

La Saepta Julia va ser el nom d'un edifici de la ciutat de Roma, situat a la zona del Camp de Mart. Anteriorment a aquest nom es va dir Ovile o Saepta. Principalment va servir per allotjar la comitia tributa, però també es va emprar per fer espectacles i com a lloc de mercat. Actualment només en queden unes ruïnes disperses.

## Origen
Al començament es deia únicament Saepta perquè, com el seu nom indica, era un espai ample envoltat per un mur baix de pedra i sense sostre. També era conegut amb el nom de Ovile, «cleda». Va ser en aquesta època quan es va fer servir principalment per fer espectacles de venatio i una naumàquia. Juli Cèsar tenia intenció d'edificar la saepta i convertir-la en una basílica, un espai més noble per acollir els comicis però no va poder portar a terme el projecte a causa de la seva mort inesperada. Marc Vipsani Agripa van tirar endavant les obres que havia iniciat Lèpid i la va inaugurar l'any 26 aC, posant-li el nom de Saepta Julia en memòria de Cèsar.

## Descripció de l'edifici

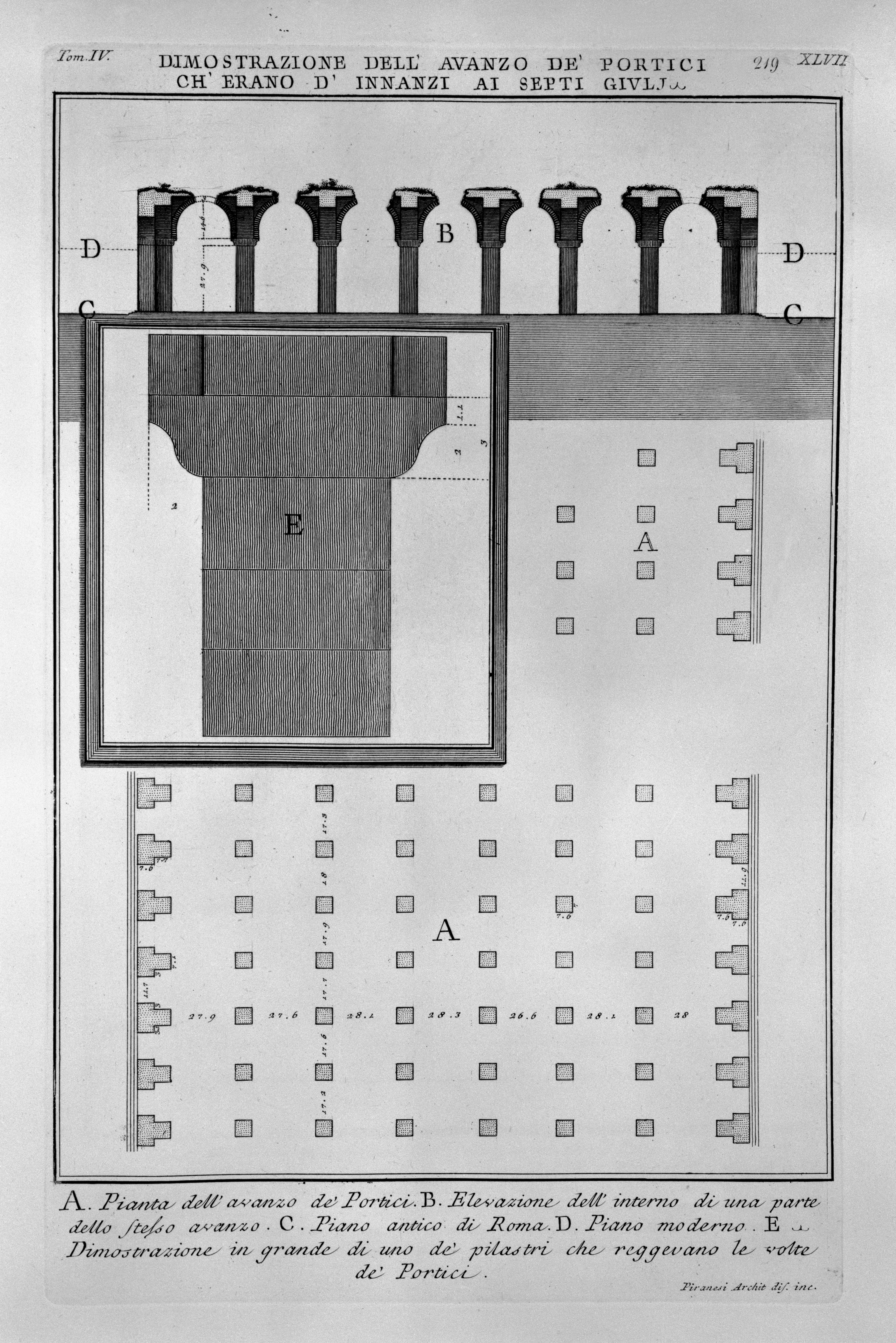
Plànol de la Saepta Julia dibuixat per Piranesi el 1756.

L'edifici tenia un pòrtic rectangular de cara a l'est, cap al carrer anomenat Via Lata (actual Via del Corso), des del punt conegut com a Aqua Virgo (cruïlla amb l'actual Via del Caravita) fins a la Via di S. Marco, una distància de més de 400 metres (1400‑1500 peus romans). Estava construït amb marbre travertí, tenia vuit filades de pilastres i 60 metres (200 peus romans) d'amplada. La primera filera de columnes, la que es veia des de la Via Lata, estava ornamentada. Quatre de les columnes interiors (de la quarta i cinquena filades) estan actualment sota el Palazzo Doria, Christian Hülsen les va mesurar i fan: 1.70 m² i les de la banda nord més del doble, eren doncs pilars de substentació i no columnes merament decoratives.
L'edifici va ser afectat per un incendi l'any 80, però es devia restaurar perquè era un lloc on anaven a passejar en temps de Domicià i també es va fer servir com a lloc de mercat. L'emperador Hadrià va encomanar una altra restauració. L'edifici encara devia existir al segle iv, ja que s'ha trobat el seu nom en la inscripció d'un colar per esclau d'aquesta època
Si aquest pòrtic era tot el que hi havia inicialment o si formava part d'una altra estructura és una qüestió encara debatuda. La majoria de les restes que s'han trobat són més característiques de l'època d'August que d'altre períodes posteriors. Per altra banda la llargada de l'estructura només pot abastar vuitanta o vuitanta-dues seccions delimitades pels pilars, més del doble de les 35 tribus que anaven a votar. Per tant, aquest era tot l'espai necessari per fer els comicis i els espectacles, concretament les batalles navals es devien fer en una àrea adjacent a l'oest del pòrtic, el qual devia servir de plataforma per als espectadors. Amb el temps aquesta àrea a l'aire lliure va anar desapareixent amb la construcció d'edificis com ara l'Iseum i el Porticus Divorum.
Alguns autors han proposat que hi havia un pis superior, l'anomenat Diribitorium, era on es feia el recompte dels vots.
Plini el Vell va escriure sobre la seva rica decoració.

## Estudis arqueològics
Els estudis arqueològics es basen en l'antiga maqueta de marbre de la ciutat de Roma i en els seus vestigis trobats en set llocs diferents: sota quatre palaus Simonetti, Doria, Bonaparte, Venezia, en dues esglésies San Marco i Santa Maria in Via Lata i la darrera al carrer Via della Minerva.
Lanciani ha deduït dels seus estudis que la Saepta Julia no s'estenia tant com deien els historiadors antics i que el punt més al sud devia estar a l'antic carrer trobat el 1875 que anava des de la Via del Corso fins a la porta principal del Palazzo Venezia, potser les restes trobades el 1455. L'antiguitat d'aquest carrer no es considera una prova concloent i la teoria es basa sobretot en les restes trobades sota el Palazzetto Venezia.

## Esdeveniments
Entre els esdevenments destacats que van tenir lloc a la Saepta estan els combats de gladiadors en temps d'August, Calígula, Claudi; la naumàquia d'August i la de Calígula.Neró hi va organitzar exhibicions de gimnastes. També va haver una venatio amb hipopòtams.
L'any 17 aC el senat es va reunir aquí. Tiberi va fer un discurs adreçant-se al públic des d'un pedestal fet expressament, després dels seu retorn de la campanya militar a Ilíria.Sèneca va referir que el lloc solia estar freqüentat per multituds de passejants.
Encara que l'objectiu de Cèsar era fer un edifici gran per fer les votacions amb rapidesa, amb el temps la comitia tributa va anar perdent importància deixant cada cop més les decisions en mans dels emperadors i del senat, un procés que va culminar quan Tiberi va transferir al senat les decisions que anteriorment depenien de les tribus. Amb aquests canvis, no és d'estranyar que acabés fent-se servir de porxo per a mercaders durant la festa de la Sigil·lària.